# Оуен Отасові
Ебегуоуен Отасові (англ. Ebeguowen Otasowie, нар. 6 січня 2001, Нью-Йорк, США), більш відомий як Оуен Отасові (англ. Owen Otasowie) — американський футболіст нігерійського походження, півзахисник бельгійського клубу «Брюгге» та національної збірної США.

## Клубна кар'єра
Оуен Отасові народився у Нью-Йорку. Та ще у дитинстві разом з родиною переїхав до Лондона. Саме там Оуен почав займатися футболом. 2017 рік він провів в академії столичного клубу «Вест Гем Юнайтед». Пізніше Отасові перейшов до футбольної школи «Вулвергемптон Вондерерз». У складі «вовків» відбувся його дебют в дорослому футболі. Першу гру Оуен провів у турнірі Ліги Європи проти турецького «Бешикташа». 1 січня 2020 року футболіст підписав з клубом новий контракт. А першу гру в англійській Прем'єр-лізі Отасові зіграв лише у грудні 2020 року.
Влітку 2021 року Оуен Отасові підписав контракт з бельгійським клубом «Брюгге».

## Збірна
12 листопада у товариському матчі проти збірної Уельсу Оуен Отасові дебютував у національній збірній США.

## Титули і досягнення
- Чемпіон Бельгії (1):

«Брюгге»: 2021/22
- Володар Суперкубка Бельгії (1):

«Брюгге»: 2022

## Особисте життя
Оуен Отасові має також нігерійське коріння, тому також має право представляти на міжнародному рівні Англію чи Нігерію.